# Bringinan
Bringinan is een bestuurslaag in het regentschap Ponorogo van de provincie Oost-Java, Indonesië. Bringinan telt 1047 inwoners (volkstelling 2010).